# Du balai ! (roman)
Du balai ! (Cop Hater dans l'édition originale américaine) est un roman policier américain de Ed McBain, nom de plume de Salvatore Lombino, publié en 1956. C’est le premier roman de la série policière du 87e District.

## Personnages
- Le détective Stephen Louis, dit Steve Carella : enquêteur au commissariat du 87e District
- Le détective Mike Reardon : détective au 87e District et victime du tueur
- Le détective Hank Bush : détective au 87e District et victime du tueur
- Le détective David Foster : seul détective noir du commissariat ; collègue de travail et ami de Mike Reardon
- Le détective Hal Willis
- Le détective Roger Havilland
- Bert Kling : policier patrouilleur abattu
- Le lieutenant Byrnes : officier responsable de l'équipe des détectives du 87e District
- Le captaine Frick : officier du 87e District
- Danny Gimp : indicateur de la police
- Alice Bush : épouse du détective Bush
- Teddy Franklin : petite amie sourde-muette du détective Carella
- Frank Clarke : suspect
- David Brockin : suspect
- Harry : barman
- Cliff Savage : journaliste
- Oretha Bailey : témoin
- Paul Mercer : le meurtrier

## Résumé
Pendant la vague de chaleur de juillet 1956, en se rendant à son travail de nuit, le détective Mike Reardon est abattu par derrière avec une arme de calibre .45. Steve Carella et ses collègues du commissariat du 87e District sont déterminés à mettre la main au collet de l'assassin de leur ami. Ils n'ont pas imaginé qu'il s'agit là du premier d'une série de meurtres visant des policiers. 
La victime suivante, David Foster est tué à l'entrée de son appartement, et le tueur laisse une empreinte sur les lieux du crime. Steve Carella et Hank Bush interrogent en vain la famille du défunt et certains suspects. 
Quelques nuits plus tard, c'est le détective Hank Bush qui est agressé par l'assassin, dont Steve Carella craint d'être la prochaine cible. 
Lorsque le détective quitte son travail ce soir-là, il croise le journaliste Cliff Savage qui l'attend pour lui demander son avis sur l'identité du tueur, lui précisant qu'il ne compte pas publier ses déclarations. Carella lui révèle que les preuves recueillies lors de l'enquête sur le meurtre de Bush ont permis de à la police d'établir certains renseignements précis sur l'assassin : son poids, sa profession... Le lendemain, dans le journal, le policier constate que Savage a publié leur conversation, et qu'il y précise même l'adresse de Teddy Franklin, une jeune femme sourde avec qui Carella a depuis peu amorcé une relation amoureuse. Inquiet, le détective se précipite à l'appartement de Teddy, en espérant y être avant l'assassin. Lorsqu'il arrive sur les lieux, il entend des cris et des jurons venant de l'intérieur. Armé de son revolver, Carella fait irruption chez Teddy et est immédiatement confronté à un homme qui le vise avec son .45. Carella tire sur l'inconnu et l'atteint deux fois dans la cuisse. Après s'être assuré que Teddy est saine et sauve, Carella interroge l'homme, Paul Mercer, qui est bien le tueur en série recherché, mais qu'il n'était que l'exécuteur d'un complot fomenté par le proche d'un des policiers abattus. 
Après la condamnation des coupables, Carella épouse Teddy Franklin.

## Honneurs
Du balai ! occupe la 36e place au classement des cent meilleurs romans policiers de tous les temps établie par la Crime Writers' Association en 1990.

## Éditions
Édition originale en anglais
- (en) Ed McBain, Cop Hater, New York, Permabooks (Doubleday), 1956

Éditions françaises
- (fr) Ed McBain (auteur), Jacques Chabot (traducteur) et Raoul Amblard (traducteur), Du balai ! [« Cop Hater »], Paris, Gallimard, coll. « Série noire no 341 », 1956, 247 p. (BNF 32265339)
- (fr) Ed McBain (auteur), Jacques Chabot (traducteur) et Raoul Amblard (traducteur), Du balai ! [« Cop Hater »], Paris, Gallimard, coll. « Carré noir no 360 », 1980, 248 p. (BNF 34641654)
- (fr) Ed McBain (auteur), Jacques Chabot (traducteur) et Raoul Amblard (traducteur) (trad. de l'anglais), Du balai ! [« Cop Hater »], Dans 87e District, volume 1, Paris, Éditions Omnibus, 1999, 972 p. (ISBN 2-258-05138-X, BNF 37176580)
  - Ce volume omnibus contient les romans Du balai !, Le Sonneur, Le Fourgue, Faites-moi confiance, Victime au choix, Crédit illimité et Souffler n'est pas tuer.

## Adaptation
- 1958 : Un tueur se promène (Cop Hater), film américain réalisé par William Berke, d’après le roman Du balai ! (Cop Hater), avec Robert Loggia dans le rôle de Steve Carella, rebaptisé Carelli dans le film.

## Sources
- Jean Tulard, Dictionnaire du roman policier : 1841-2005. Auteurs, personnages, œuvres, thèmes, collections, éditeurs, Paris, Fayard, 2005, 768 p. (ISBN 978-2-915793-51-2, OCLC 62533410), p. 599 (Notice 87e District).